# Cosmas III de Constantinople
Cosmas III de Constantinople (en grec Κοσμάς Γ΄, né à Chalcédoine, mort en 1736) est patriarche de Constantinople du  28 février 1714 au 23 mars 1716. Il est également sous le nom de Cosme ou Cosmas II patriarche orthodoxe d'Alexandrie de 1712 à 1714 puis de 1723 à 1736.